# 山伏山

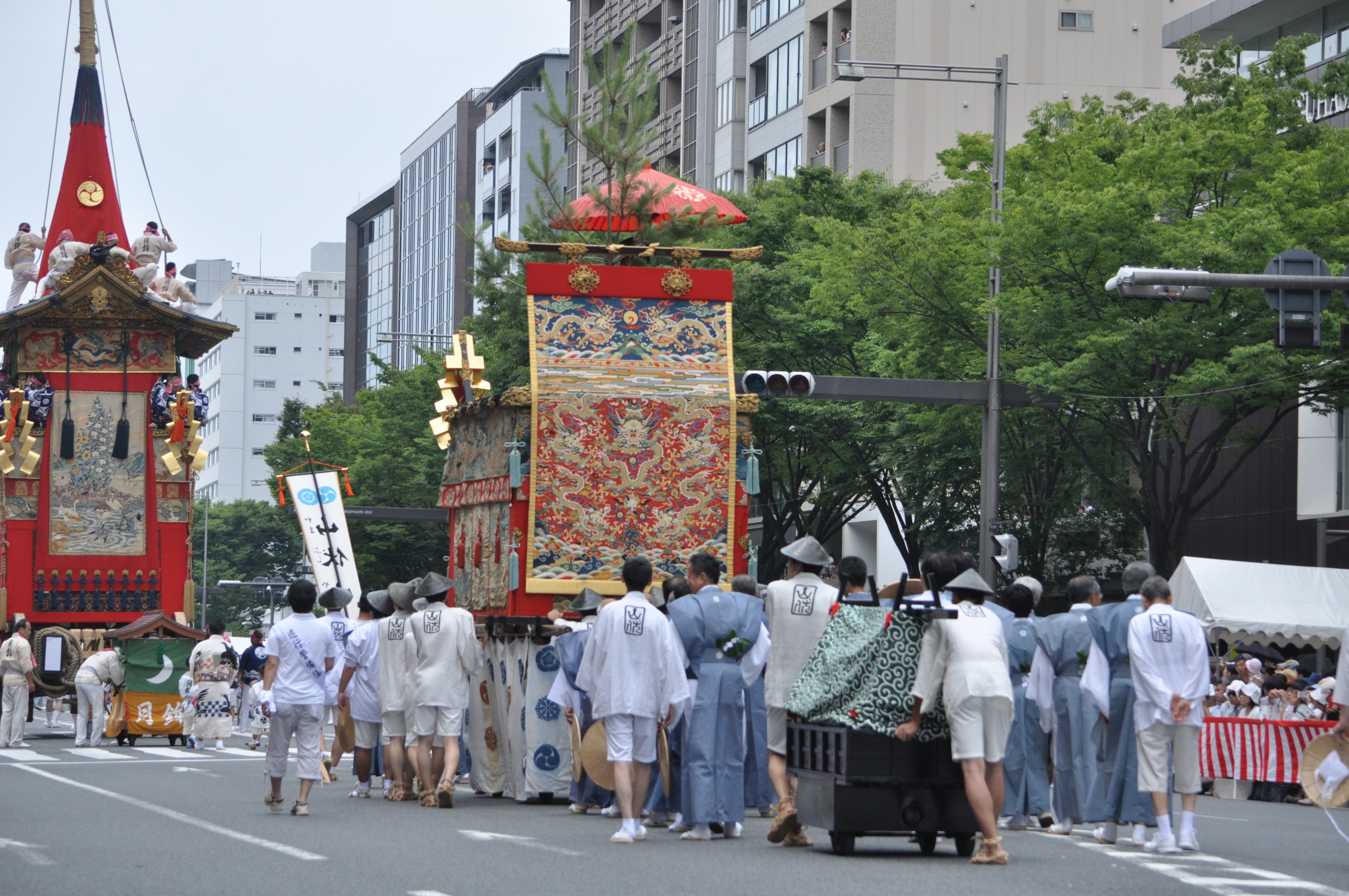
山伏山（2017年7月17日撮影）

山伏山（やまぶしやま）は祇園祭先祭の山の一つ。京都市中京区室町通蛸薬師上ル山伏山町に位置する。

## 概要
この山は地震で倒壊しようとする法観寺の塔（別名・八坂の塔）を念力で戻した山伏浄蔵貴所の話を取材し、その時の様子を模した山伏の姿をした人形を御神体とする。